# Лиса и гуси

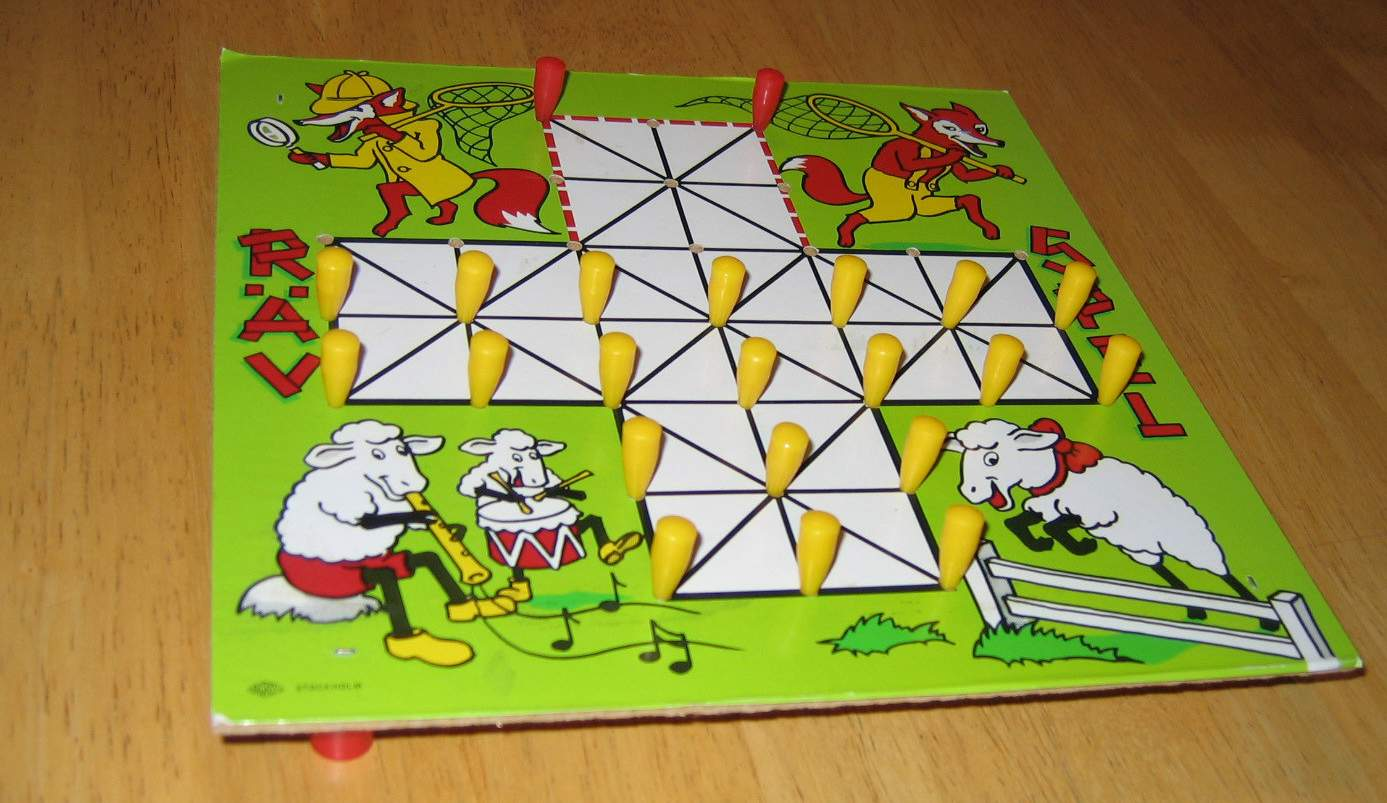
Скандинавский вариант игры

«Лиса и гуси» — настольная игра для двух игроков, в средние века распространённая по всему европейскому континенту. В Германии игра была известна как «Fuchs im Huhnerhof», в Голландии — как «Schaap en wolf», в России — как «Волк и овцы», «Облава», «Облава на волка», «Волк и собаки», в Италии — как «Lupo e pecore». Подобные же игры были известны и в Азии (например, яка-сукари в Японии).

## Правила
Существует несколько вариантов игры, в которых используется доска для игры «Солитер» с 33 или 37 полями и фигурируют одна «лиса» и некоторое количество «гусей». Есть варианты с двумя «лисами» или «волками».
В наиболее старом варианте игры, перед началом 13 «гусей» расставляются на трёх нижних горизонталях доски с 33 полями, а игрок-«лиса» ставит свою шашку на любое свободное поле. Начинают игру «гуси». Игроки делают ходы поочерёдно, передвигая свои шашки по горизонтали или вертикали (но не по диагонали) на любое свободное поле.
Цель «гусей» — запереть «лису»; цель «лисы» — не дать этому случиться. «Лиса» может «съесть» «гуся», перескочив через него на свободное поле. За один ход она может съесть и нескольких «гусей» (как в шашках). Съеденные «гуси» снимаются с доски и в игре больше не участвуют.
Обычно «лиса» запирается семью или восемью «гусями», но теоретически это возможно и с четырьмя. Хотя считается, что «лисе» для победы достаточно съесть восемь «гусей» — в этом случае блокирование ей не грозит. Этот вариант плохо сбалансирован в пользу «гусей».

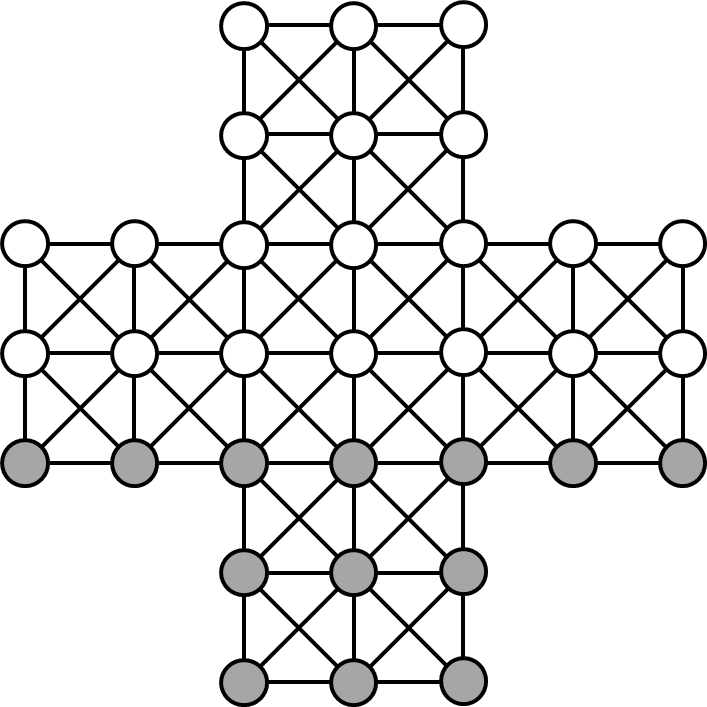
Поле для игры «Лиса и гуси». Расстановка «гусей» (вариант с 13 «гусями»[7])
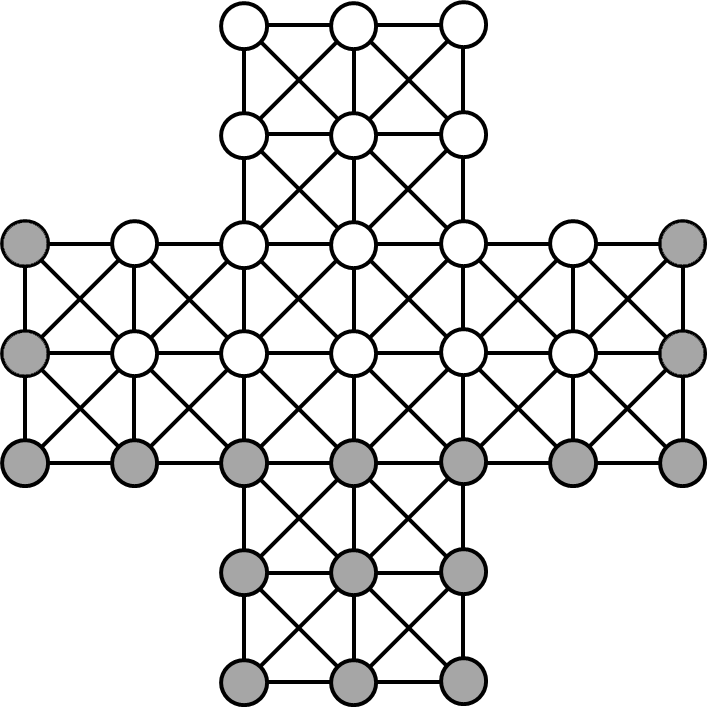
Поле для игры «Лиса и гуси». Расстановка «гусей» (вариант с 17 «гусями»[8])

В первом номере журнала «Наука и жизнь» за 1976 год было упомянуто по меньшей мере шесть вариантов игры, отличающихся числом полей доски (33 или 37), числом «гусей» (13, 15, 17, 19), набором разрешённых ходов (только по вертикали или горизонтали, по некоторым диагоналям, по любым диагоналям), а также по тому, разрешено ли «гусям» ходить назад.